# Goana după alune 2
Goana după alune 2 (în engleză: The Nut Job 2: Nutty by Nature) este un film de animație din anul 2017, continuarea filmului The Nut Job: Goana după alune din 2014. Este regizat de către Cal Brunker.